# Hohenwart
Hohenwart este o comună din districtul Pfaffenhofen an der Ilm, regiunea administrativă Bavaria Superioară, landul Bavaria, Germania.